# Dongaboltozat

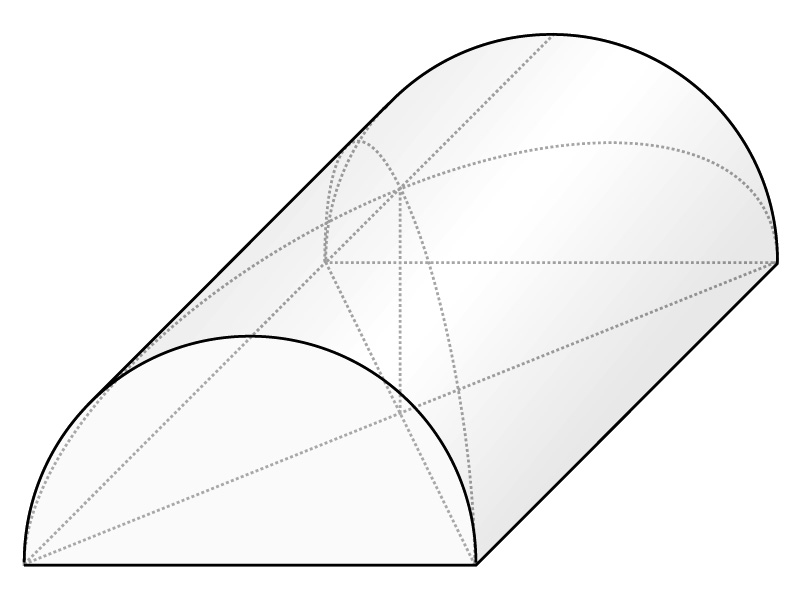
Dongaboltozat

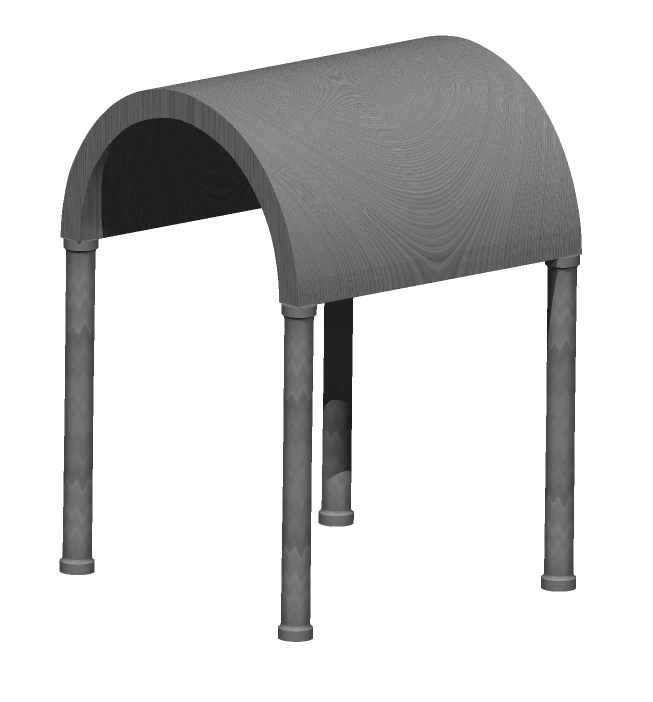
Dongaboltozat

A dongaboltozat az egyirányban görbülő boltozatok alaptípusa; általában félhenger alakú, transzlációs boltozat. Egymással párhuzamos tartóívei a dongák. Hordozó, gyámolító szerkezete két, szinte mindig párhuzamos fal – de bármilyen négyszög alaprajz fölé szerkeszthető, csak ilyenkor a dongák hossza eltérő. A vállvonal mentén folyamatos alátámasztást igényel. Tagolására a középkori építészetben gyakran hevederíveket (boltöveket) alkalmaztak; különféle fajtái elnevezésüket az ívbéllet ívformájából kapták.

## Speciális formái
- hevederes dongaboltozat,
- emelkedő dongaboltozat (lépcsőkarok alatt gyámolítással használták),
- fiókos dongaboltozat,
- féldongaboltozat stb.

A fiókos dongaboltozatot rendszerint az ablak-, illetve ajtónyílások kiosztását követő
és velük szemben szimmetrikusan is sorakozó fiókboltozatok sora tagolja.

## Alkalmazása
Nemcsak vízszintes, de ferde tengellyel és vállvonallal is építhető; az ilyen boltozat lépcsők, rámpák fedésére alkalmas. A gótikában és a reneszánszban körgyűrű alaprajzú folyosókat fedtek le íves tengelyű dongaboltozatokkal.